# يان شيلتون
يان شيلتون هو عالم فلك كندي، ولد في 30 مارس 1957 في وينيبيغ في كندا.